# Glyptotendipes signatus
Glyptotendipes signatus är en tvåvingeart som först beskrevs av Jean-Jacques Kieffer 1909.  Glyptotendipes signatus ingår i släktet Glyptotendipes och familjen fjädermyggor. Arten har ej påträffats i Sverige. Inga underarter finns listade i Catalogue of Life.